# 진과스

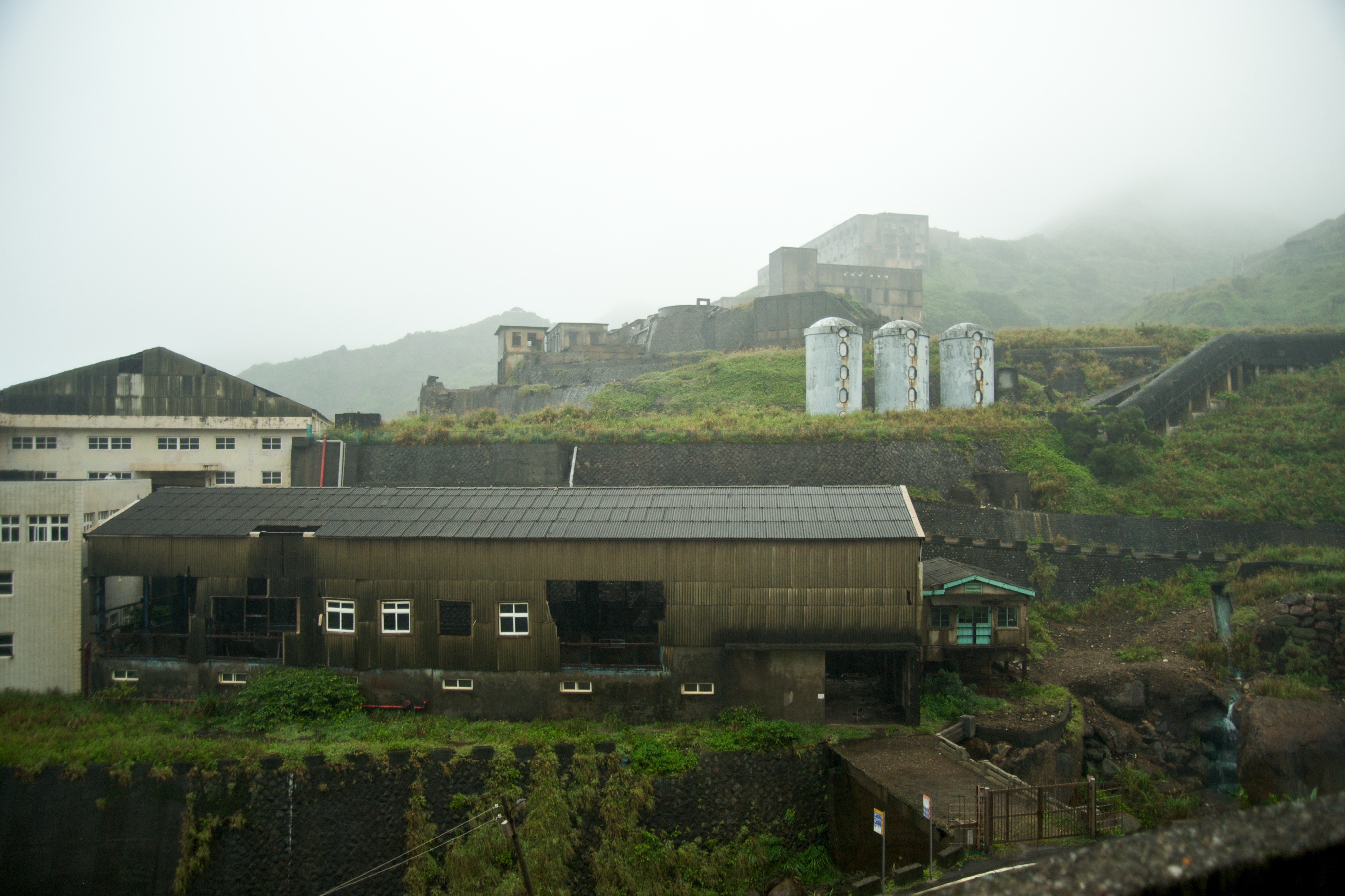
진과스

진과스(金瓜石)는 중화민국 신베이시 루이팡 구에 있는 옛 마을이다. 이곳에 있는 탄광에서 20세기 전반에 금 채굴 작업이 활발하게 이루어졌으나 20세기 후반에 금이 차차 고갈되기 시작하자 점점 위축되어 폐광되었다. 제2차 세계대전 때에는 이 곳에 영국인, 싱가포르에서 잡아온 포로들을 가두는 수용소가 있었다.
현재는 금광이 모두 고갈되긴 하였으나, 현재는 2004년부터 금광 박물관을 만들어 관광 자원으로 활용하고 있으며, 2002년에는 유네스코 세계문화유산 후보에 올랐다.

## 광부도시락
진과스 유적 내부에서는 금 채굴 노동자들이 먹던 도시락을 복원하여 관광지 먹거리로 판매하고 있다. 이를 광부도시락이라고 부르며, 일정 요금을 더 낼 경우에는 광부도시락 통을 기념품으로 가져가게 하고있다.

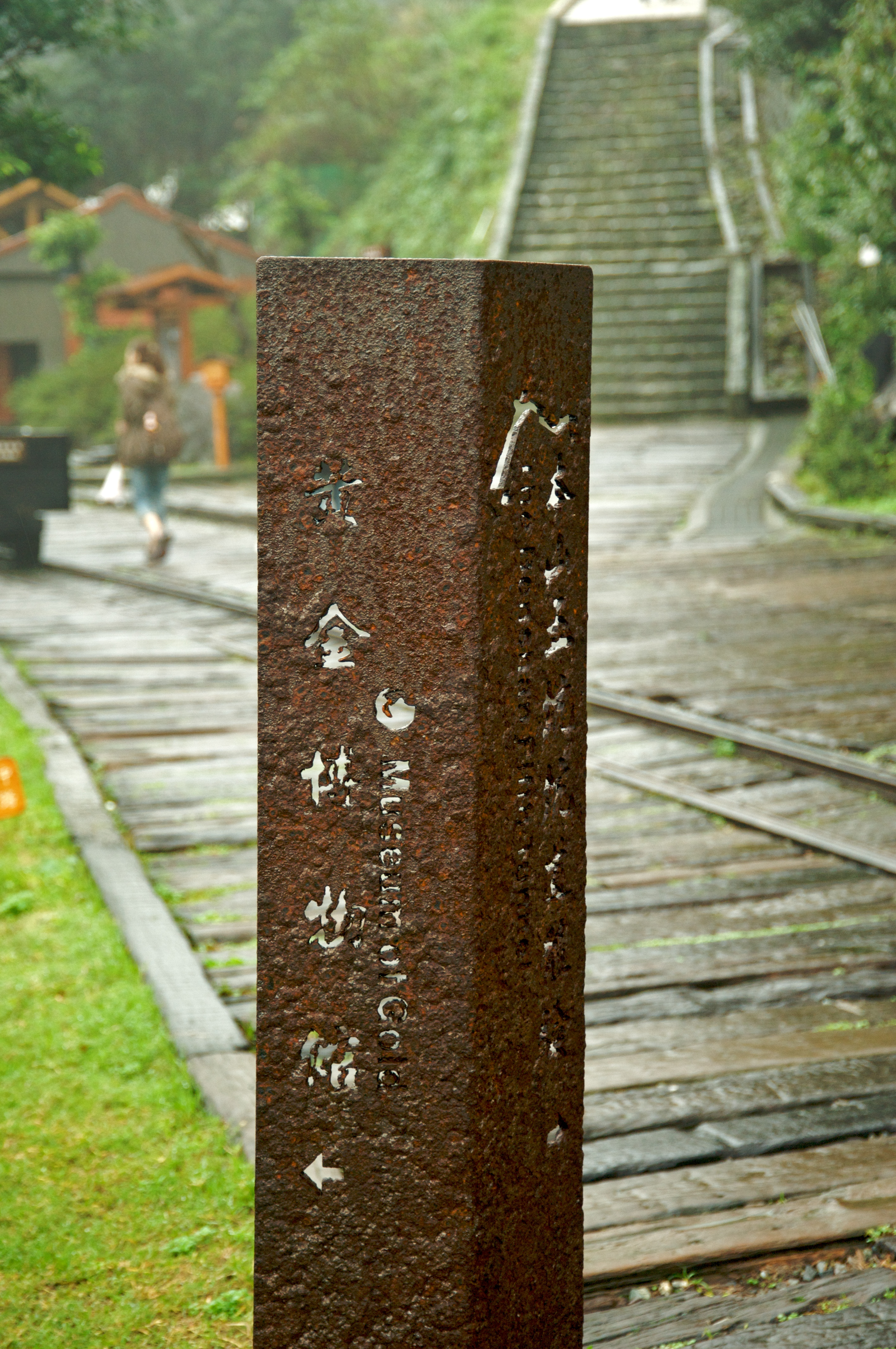
역사적인 금광 박물관
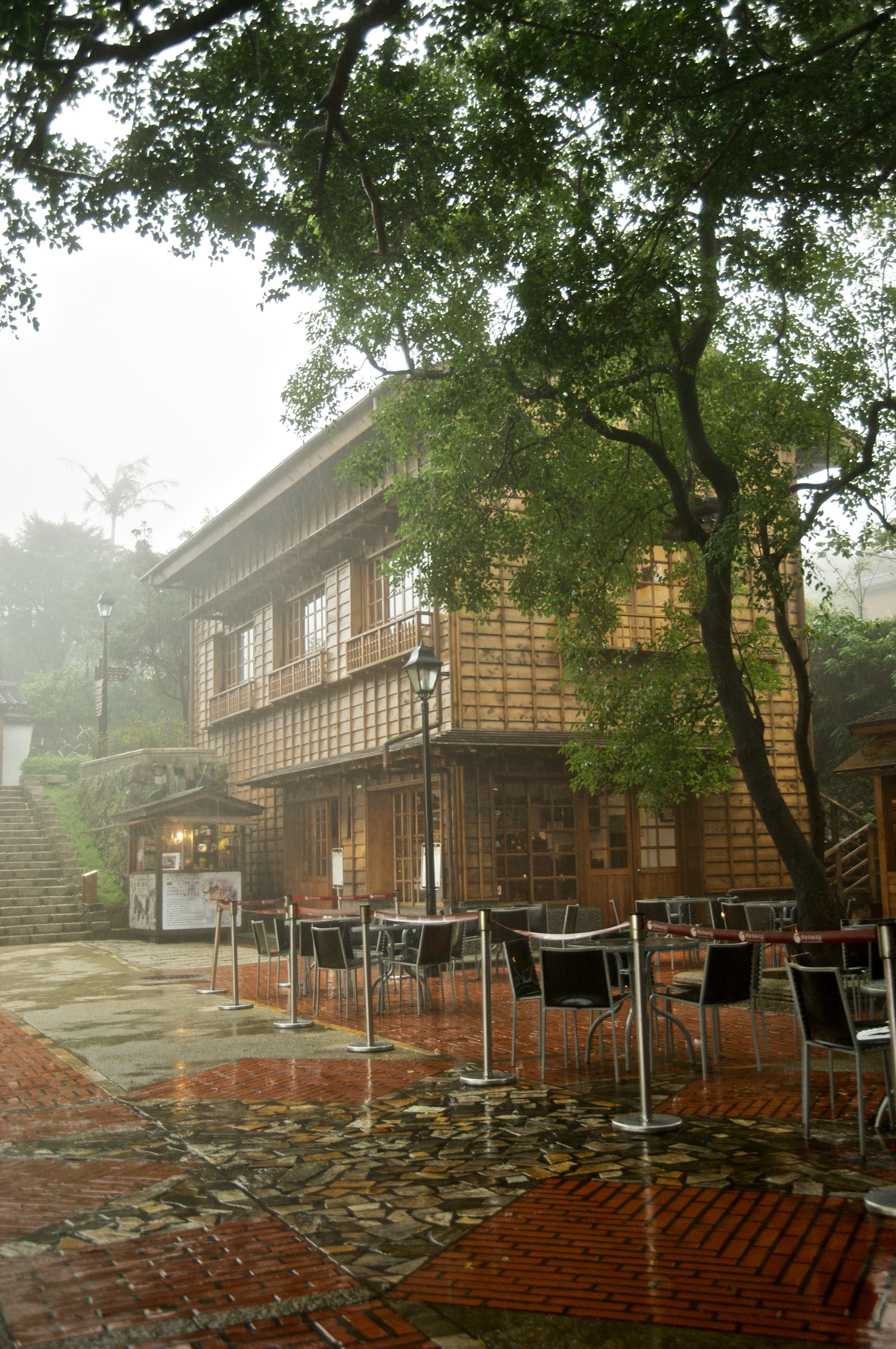
박물관 입구에 위치한 실외 카페
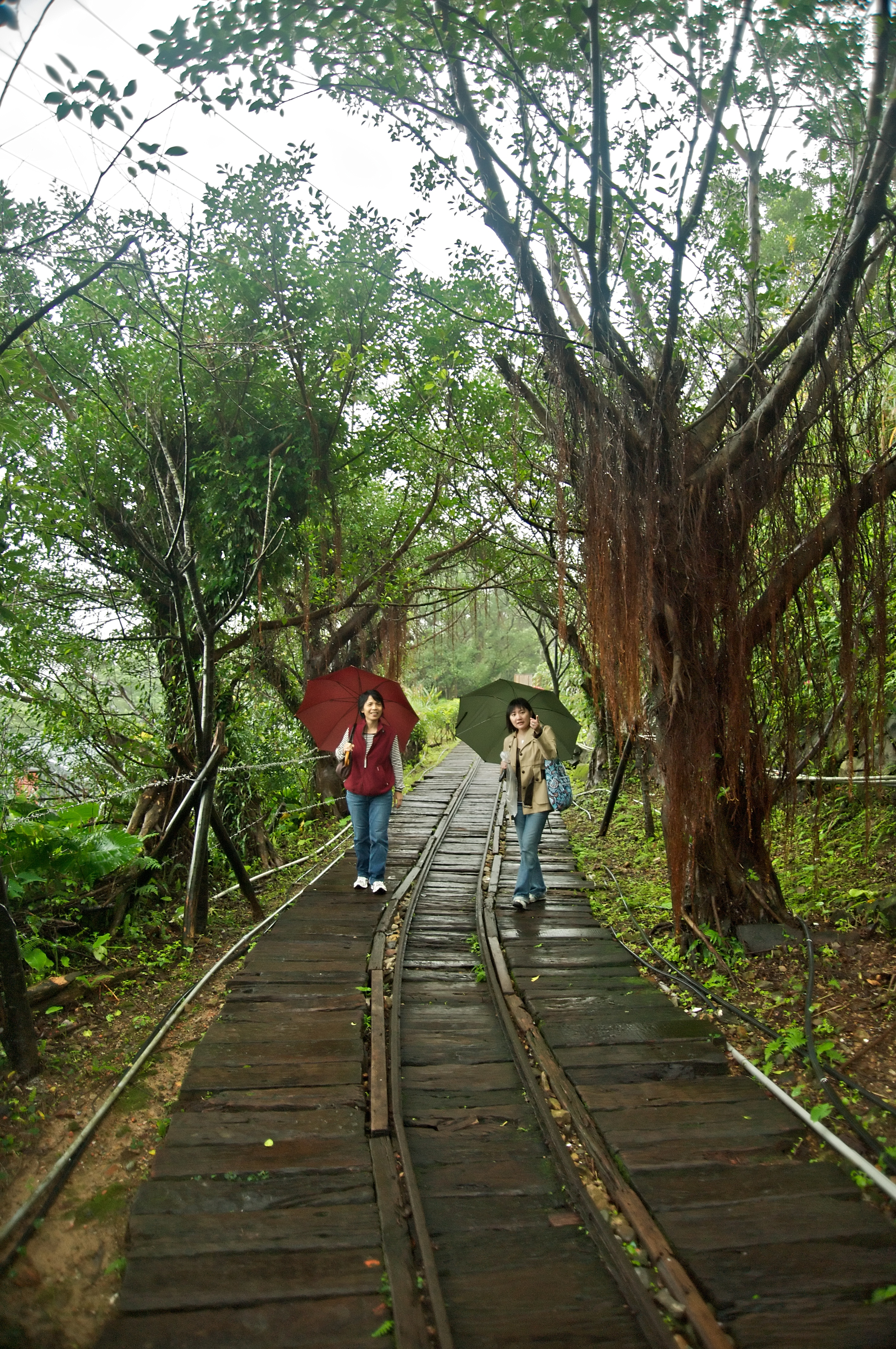
버려진 철로
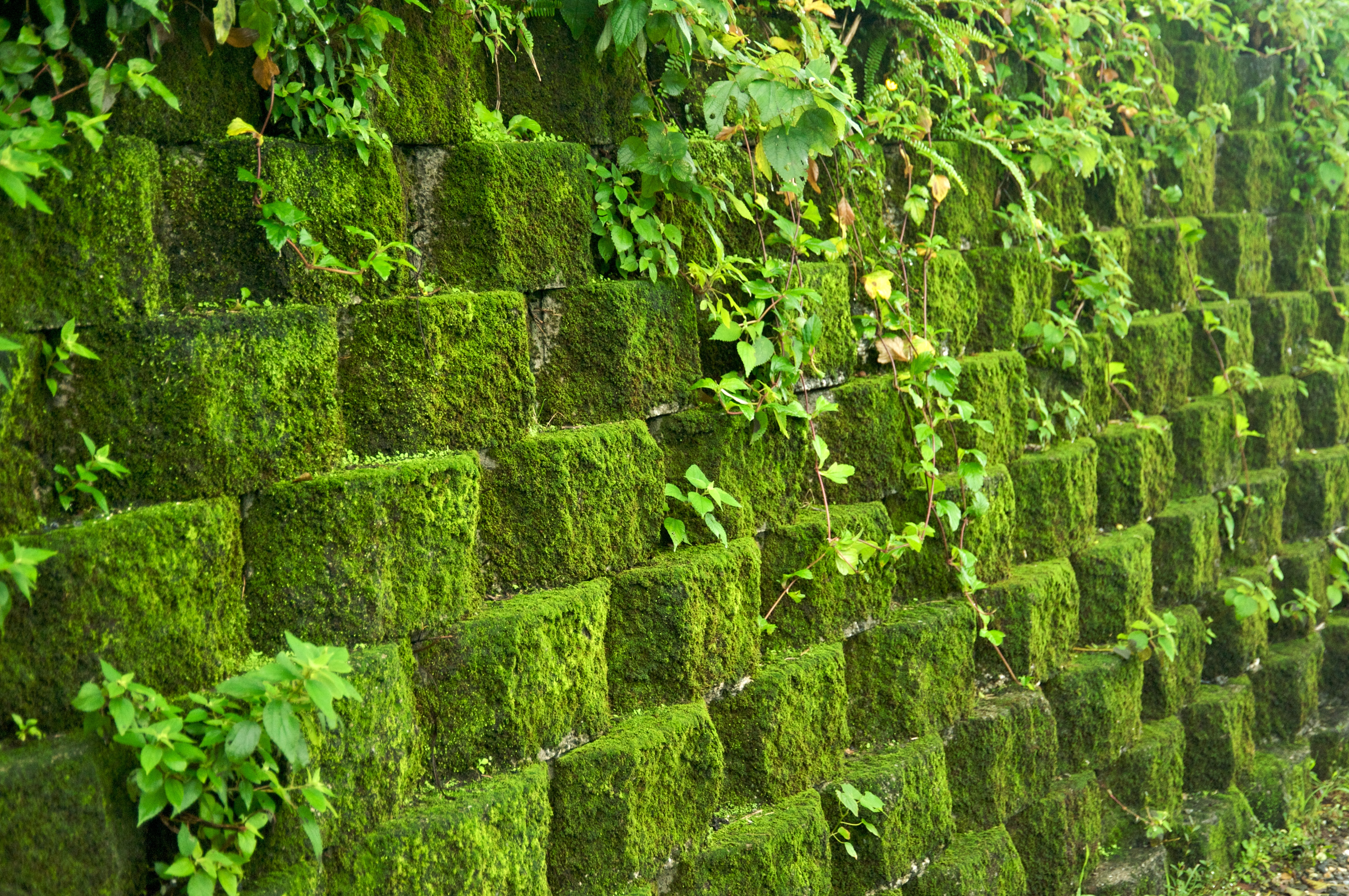
높은 습도와 그 결과
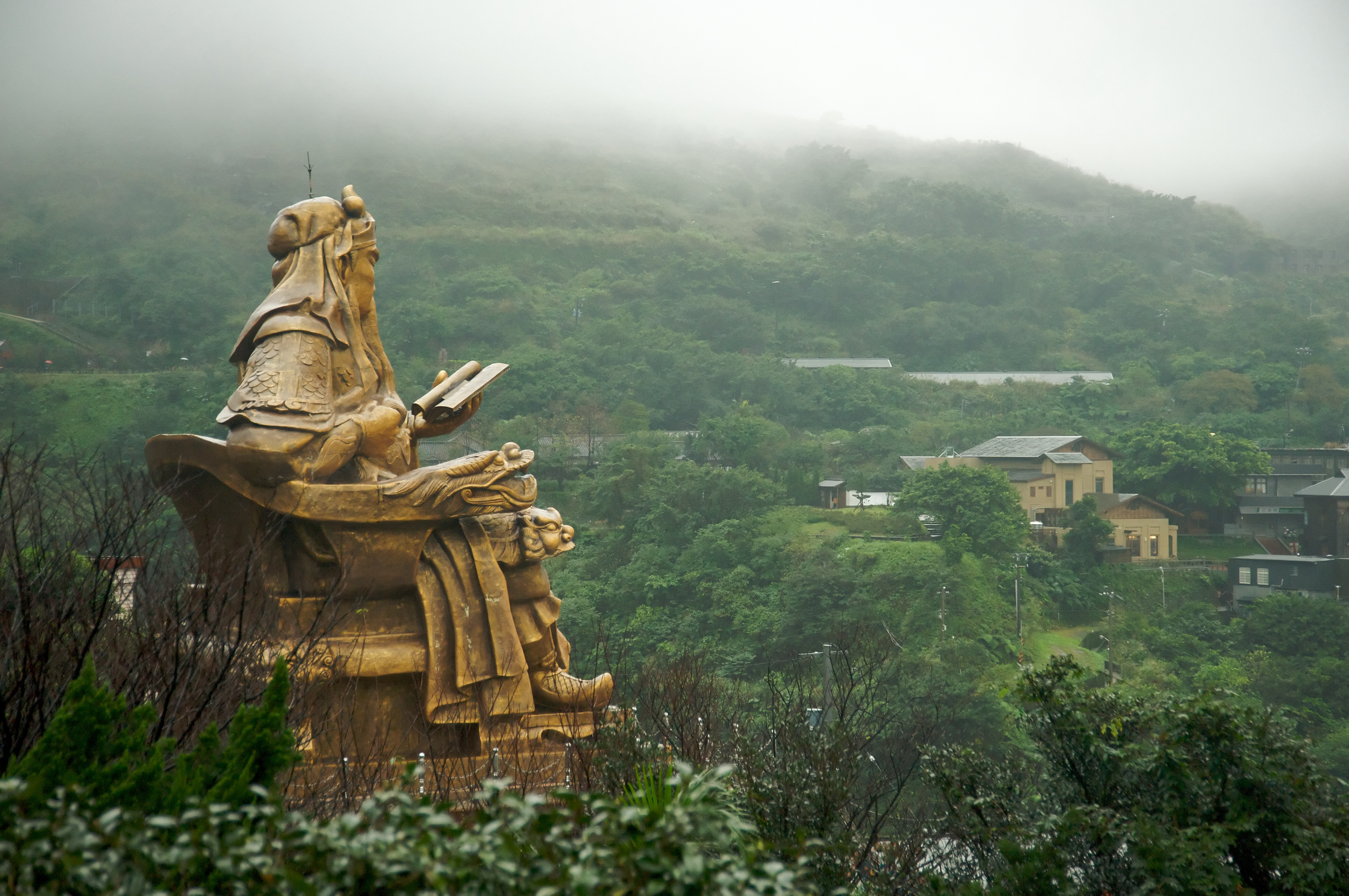
거대한 상
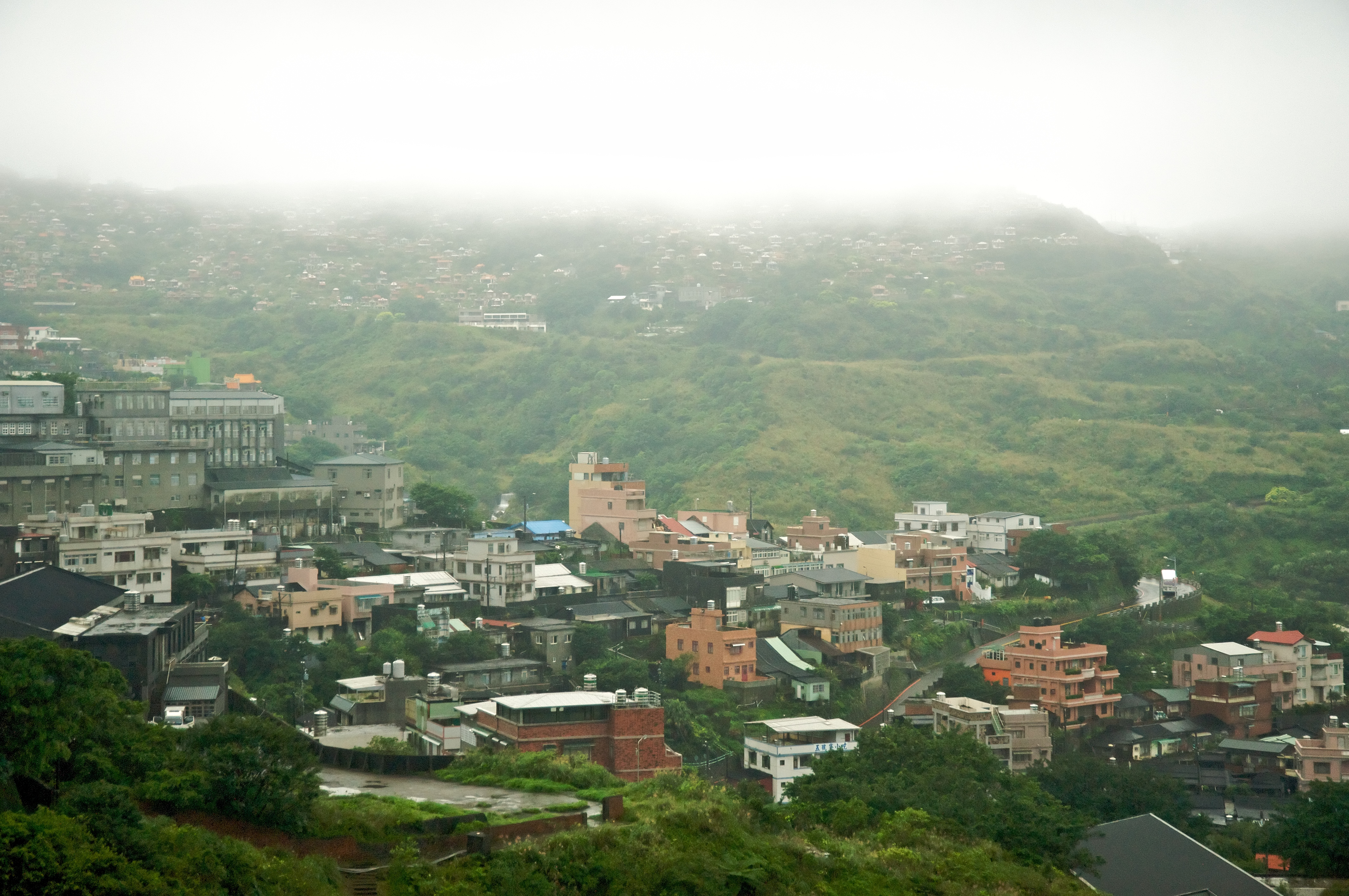
골짜기